# Cualbra dolça (grup de bolets)
Junt amb els escaldabecs, les cualbres dolces és dels grups de cualbres que inclou més espècies diferents. Per tant, són espècies complexes de diferenciar amb seguretat sense l’ajut d’un microscopi. De colors molt variats pel que fa a la superfície, làmines i dipòsit esporal.

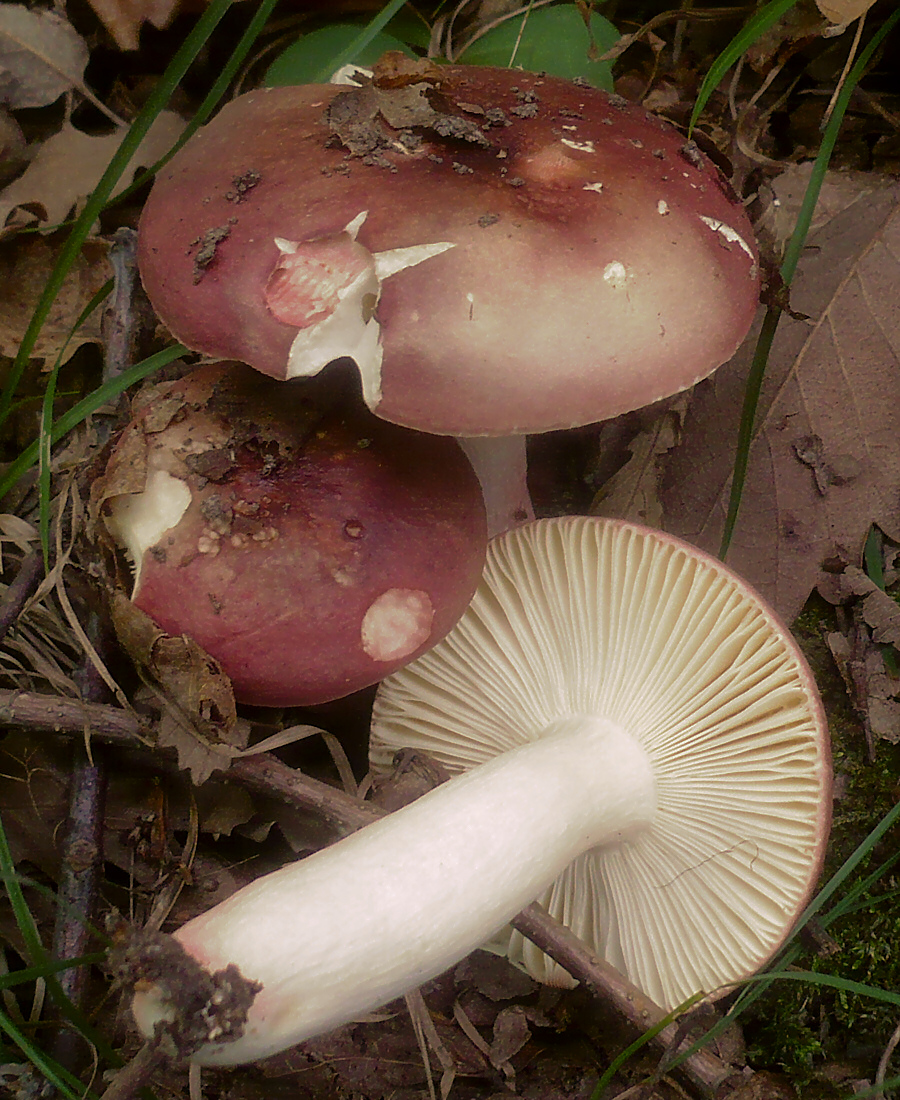
Vinosa (Russula vinosobrunnea)

## Espècies de cualbres dolces
- Russula seperina, carbonera
- Russula claroflava, cuagra groga de molleres
- Russula ochroleuca, cuagra groguenca
- Russula puellaris, cuagra groguera de carn blana
- Russula aurea, reigera
- Russula risigallina, reigera clapada
- Russula lutea, reigera menuda
- Russula rosea, vermella de carn ferma
- Russula vinosobrunnea, vinosa
- Russula caerulea, vinosa amarga
- Russula curtipes, vinosa camacurta
- Russula cessans, vinosa de cama blana
- Russula font-queri, vinosa de Font i Quer
- Russula melliolens, vinosa de mel
- Russula integra, vinosa de pi negre
- Russula romellii, vinosa de Romell
- Russula melitodes, vinosa de roure
- Russula velenovskyi, vinosa de Velenovsky
- Russula olivacea, vinosa olivàcia
- Russula alutacea, vinosa olivàcia (de cama rosada)
- Russula rubroalba, vinosa rubroalba